# Peter C. Gøtzsche
Peter C. Gøtzsche, né le 26 novembre 1949, est un médecin et chercheur danois. Il est directeur du centre Cochrane nordique, (groupe d’experts indépendants)  et est cofondateur de la Collaboration Cochrane avec quatre-vingts autres personnes,.
Il est opposé au dépistage du cancer du sein utilisant la mammographie,, les limites et les effets indésirables de ce dépistage étant souvent passés sous silence. Il a des positions très critiques envers l'industrie pharmaceutique.
En septembre 2018 il est expulsé du conseil de gouvernance de Cochrane, provoquant une crise importante au sein de l'organisation.

## Critique systémique des médicaments utilisés en psychiatrie
Dans son livre de 2015 intitulé Deadly Psychiatry and Corporate Denial, Götzsche critique vivement les médicaments psychotropes du point de vue de la médecine fondée sur des preuves. En s'appuyant sur une vaste revue des études publiées, il conclut que ces médicaments sont inefficaces, extrêmement dangereux, et que 98 pour cent de ceux qui en reçoivent actuellement pour des troubles mentaux peuvent réellement s'en passer. Ses affirmations rejoignent l'étude des psychiatres Joanna Moncrieff et Mark Horowitz publiée en juillet 2022 sur le site The Conversation, et auparavant dans la revue Molecular Psychiatry.
Pour Götzsche[pas clair], seuls quelques patients ont besoin d'antipsychotiques et de tranquillisants à base de benzodiazépines : ces médicaments prescrits sur une courte période au cours d'une exacerbation seront annulés progressivement pour éviter le sevrage. Götzsche appelle les ministères nationaux de la Santé à réviser radicalement les directives cliniques nationales en matière de psychiatrie et demande des cliniques ouvertes partout où les patients sous antidépresseurs, stimulants et antipsychotiques pourraient cesser de les prendre en toute sécurité pour éviter les symptômes de sevrage.
Il va jusqu'à déclarer que les méthodes des industries pharmaceutiques sont celles du « crime organisé » dans son livre Deadly Medicines and Organised Crime qui a remporté le premier prix dans la catégorie Basis of Medicine en 2014 présenté par la British Medical Association, et a reçu un prix de la Société internationale de psychologie éthique et psychiatrie.

## Publications
- Rational Diagnosis and Treatment : Evidence-based Clinical Decision-making  (avec Henrik R. Wulff), John Wiley  Sons, 2007
- Mammography Screening : Truth, Lies and Controversy, Radcliffe Publishing, 2012
- Deadly Medicines and Organised Crime : How Big Pharma Has Corrupted Healthcare, Taylor & Francis, 2013
- Psychiatrie mortelle et déni organisé, Presses de l'Université Laval, 2019
- Death of a whistleblower and Cochrane’s moral collapse, People's Press, 2019
- Survival in an Overmedicated World : Look Up the Evidence Yourself, People's Press, 2019
- Remèdes mortels et crime organisé  - Comment l'industrie pharmaceutique a corrompu les services de santé, Fernand Turcotte et Pierre Biron traduction, Presses de l'Université Laval, 2019